# Керченський державний історико-культурний заповідник
Керченський державний історико-культурний заповідник — державний історико-культурний заповідник у м. Керч, створений згідно з постановою РМ УРСР від 5 березня 1987 № 66 «Про оголошення комплексу пам'яток історії та культури м. Керчі державним історико-культурним заповідником». Складається з комплексу пам'яток археології, історії та архітектури, які розміщені безпосередньо на території та поблизу сучасного м. Керч, серед. них:
1. Мелек-Чесменський курган (4 ст. до н. е.);
2. Царський курган (4 ст. до н. е.);
3. церква cв. пророка Іоанна Предтечі (це єдиний в Україні зразок візантійської сакральної архітектури доби середньовіччя з прибудовами 19 ст. у формах псевдовізантійської архітектури; від 1960 в ній розміщено лапідарій — збірник написів на каменях Керченського історико-археологічного музею);
4. фортеця Єнікале (1703);
5. Великі і Малі сходи на г. Мітридат 19 ст., збудовані в стилі класицизму за проектом архітекторів Г. Торічеллі та О. Дігбі;
6. костел, збудований 1840 з ракушечника в стилі класицизму за моделлю античного храму;
7. будинок 19 ст., зведений зі штучного каменю, з елементами стилів класицизму та модерну, у ньому розміщений Керченський історико-археологічний музей (заснований 1826 як Керченський музей старожитностей), де знаходиться Керченська картинна галерея імені М. Я. Бута.

Особливістю створеного заповідника є значна насиченість нерухомими пам'ятками, включеними в міське середовище. Потужність культурного шару становить від 6 до 10 м, що передбачає виявлення нових пам'яток у процесі господарської діяльності міста, де площі заповідника не мають чітких меж. Нині на балансі К.д.і.-к.з. перебувають 15 пам'яток, з них 10 є пам'ятками національного. значення. На наш час заповідник є однією з найбільших музейних і наукових установ України.